# 金丝马尾连
金丝马尾连（学名：Thalictrum glandulosissimum）为毛茛科唐松草属下的一个种。

## 扩展阅读
- 維基物種上的相關：金丝马尾连